# Peltophorum africanum
Peltophorum africanum är en ärtväxtart som beskrevs av Otto Wilhelm Sonder. Peltophorum africanum ingår i släktet Peltophorum och familjen ärtväxter. Inga underarter finns listade i Catalogue of Life.

## Bildgalleri

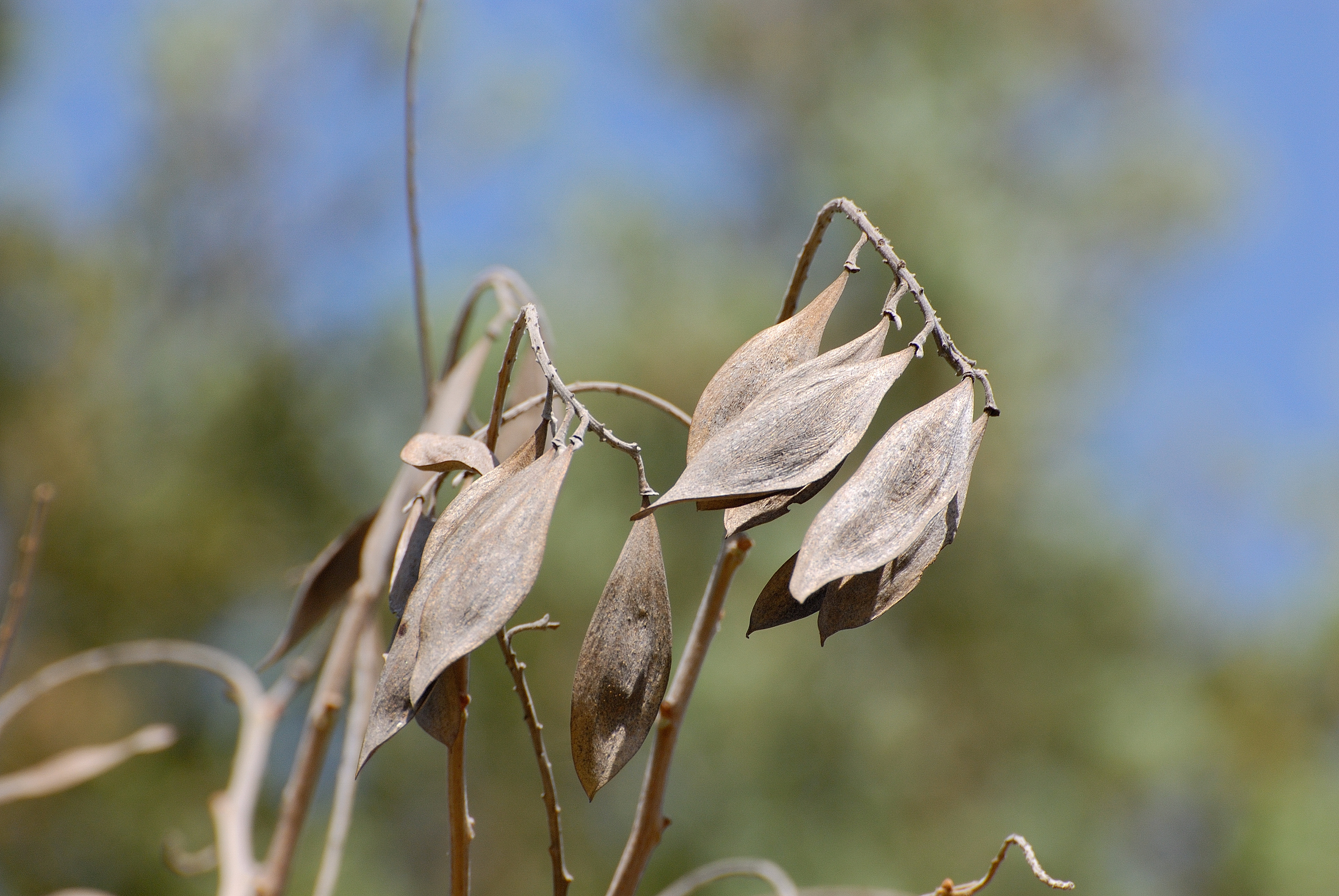
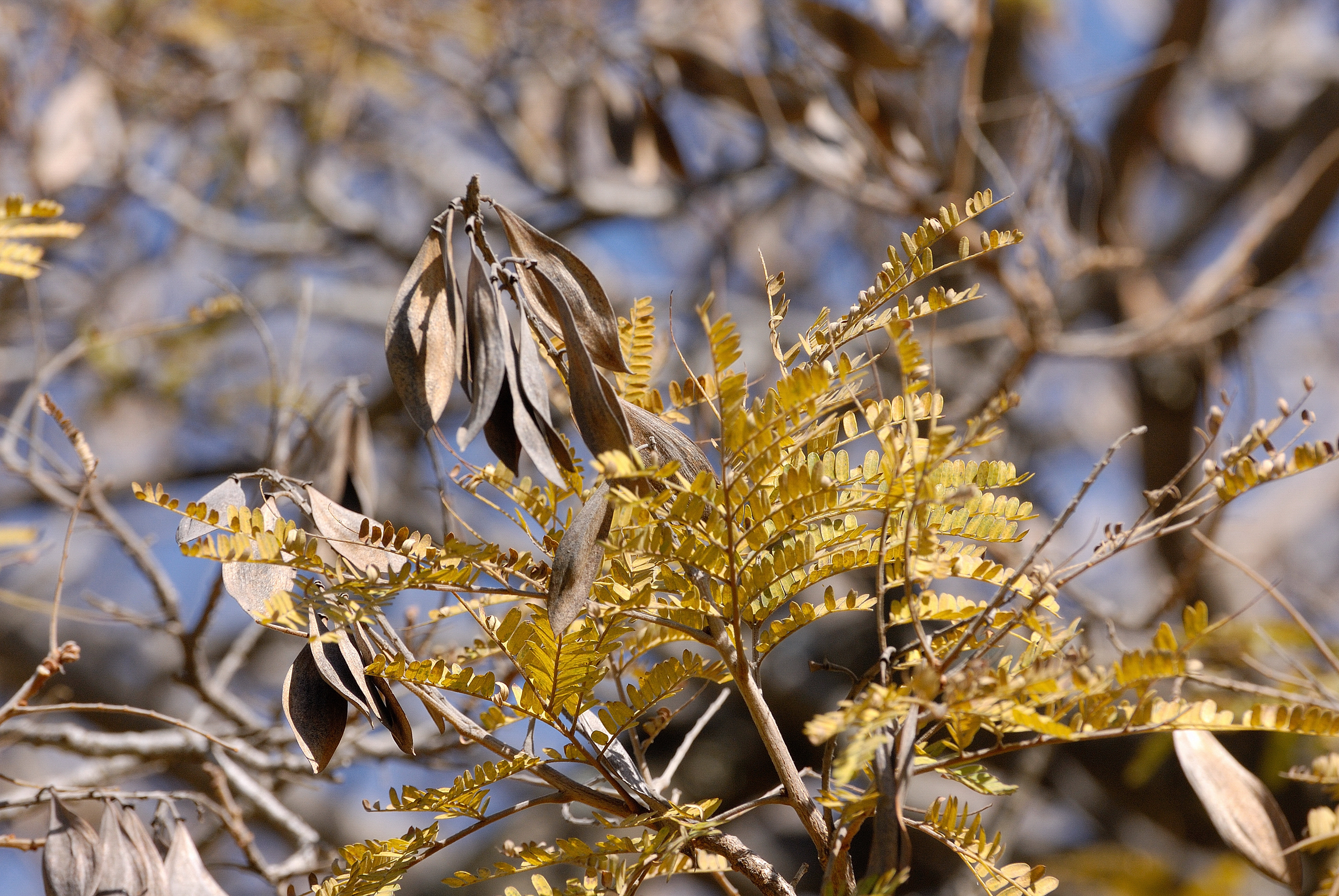
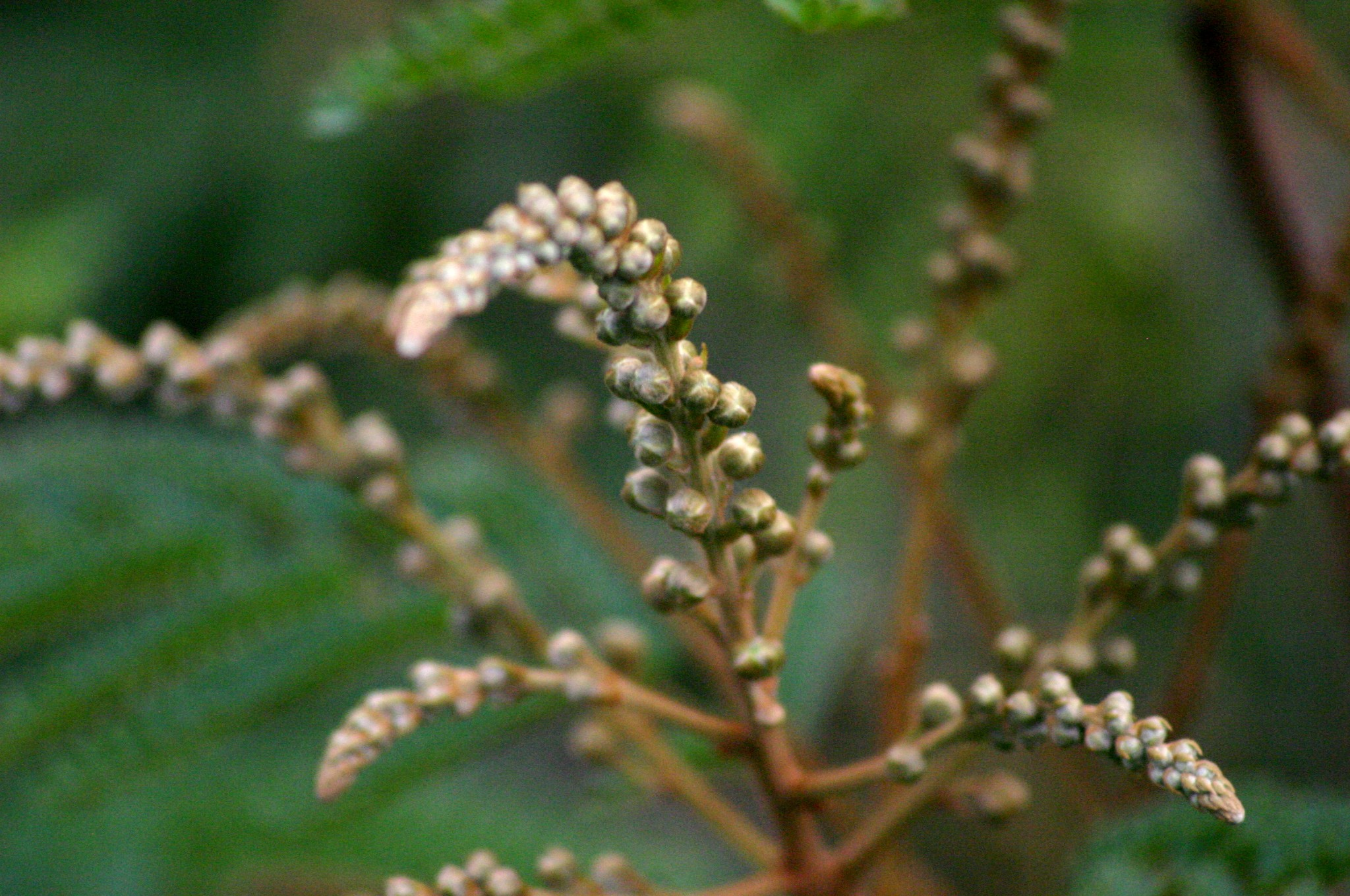
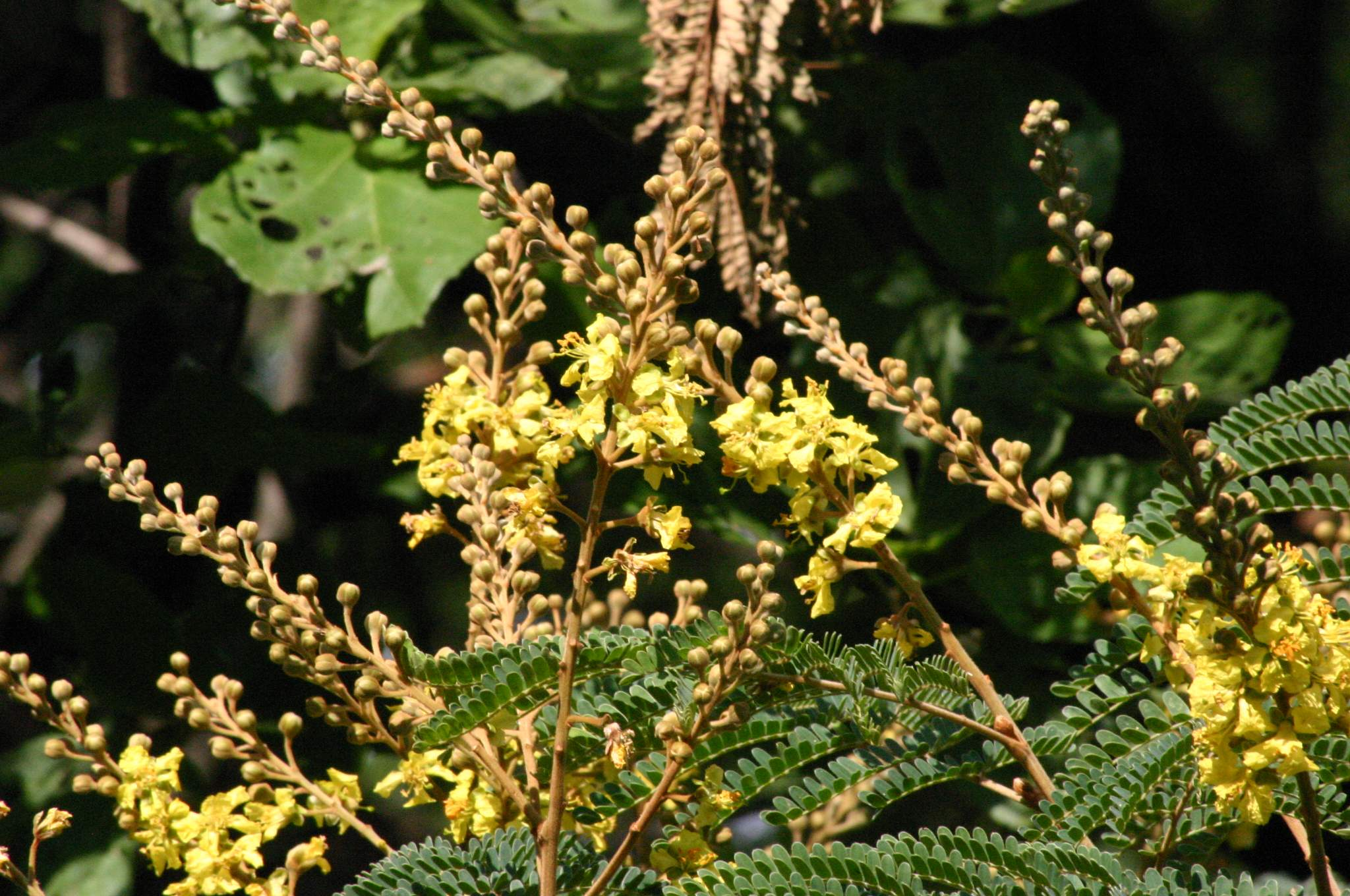
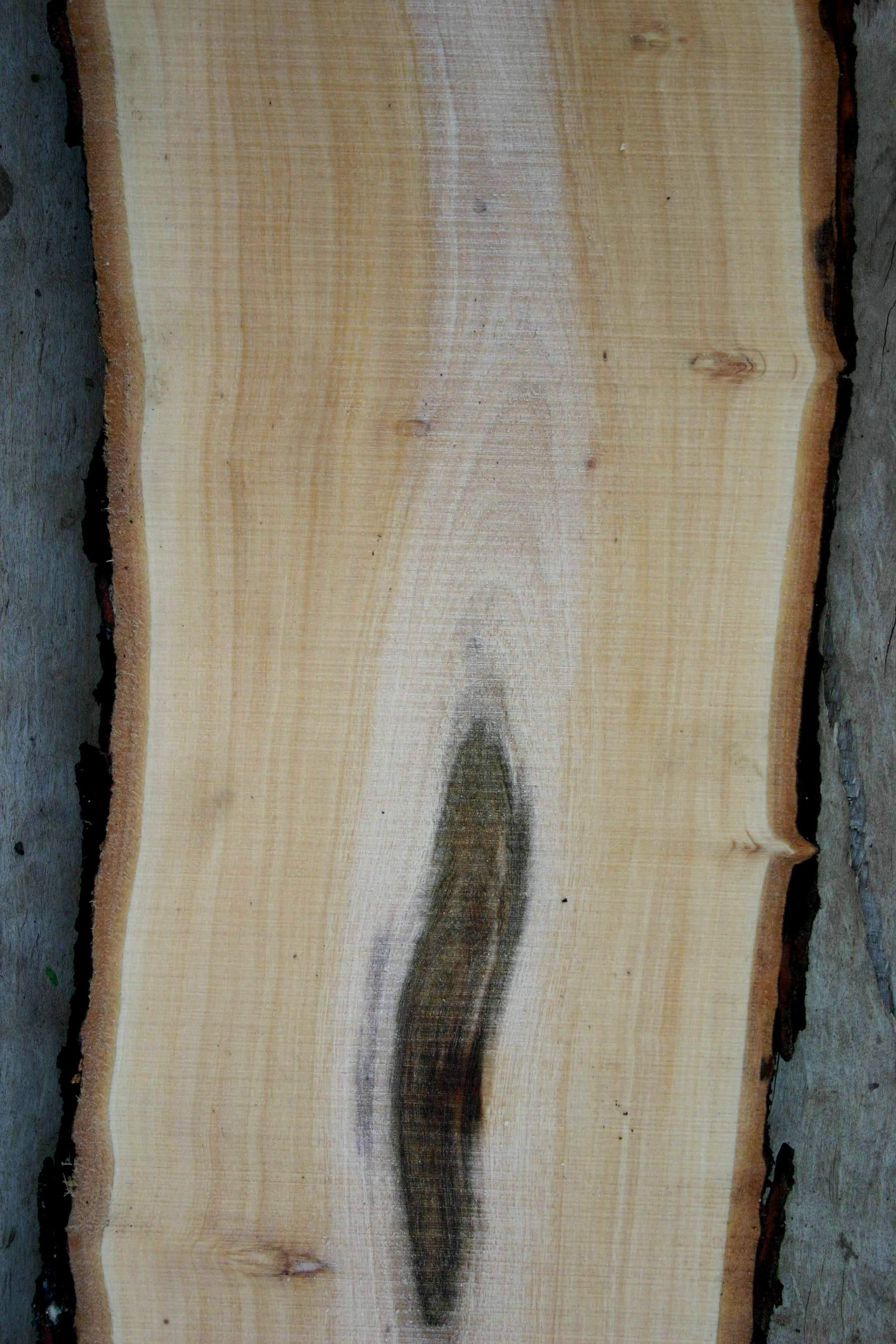
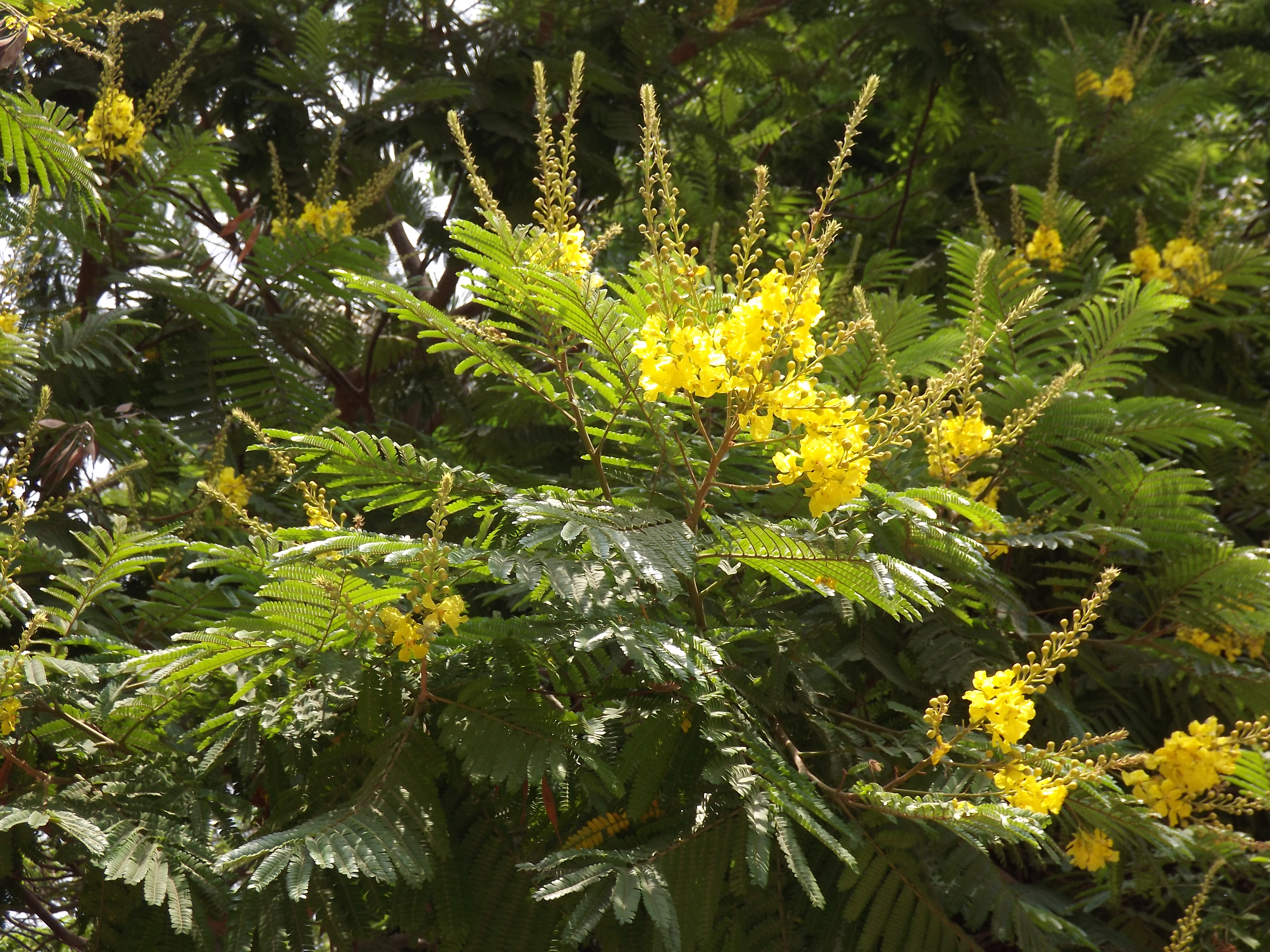